# 齐姜 (晋文公夫人)
齊姜（?—?），姜姓，齊氏，齊國宗女，在晉國公子重耳流亡到齊國的時候，齊桓公將她嫁給重耳。《列女傳》將她列入賢明卷。

## 生平

### 嫁與重耳
周襄王八年（魯僖公十六年，前644年），晉惠公派勃鞮第二次追殺重耳，重耳沒死，決定不能在翟族地區多留。他聽說齊桓公的宰相管仲去世了，決定去齊國給齊桓公效勞，他同時希望得到齊國的幫助和保護。重耳在齊國過安逸的生活，放棄了恢復君位的願望。齊桓公送了他20輛馬車，並將齊姜嫁給重耳。
周襄王九年（齊桓公四十三年，魯僖公十七年，前643年），齊桓公死後，齊國發生內亂。後由齊孝公立。

### 勉志重耳
周襄王十三年（魯僖公二十一年，前639年），有一天趙衰、咎犯在一棵桑樹下商量如何離開齊國，一個女奴在桑樹上聽到他們的對話，回宮以後偷偷的告訴了重耳的妻子齊姜。齊姜因為害怕女奴洩露秘密，不但沒有給她獎賞，而且馬上把她給殺了。用《詩經·小雅》、《鄭風》、西方之書和管仲的遺訓勸說重耳，但重耳依然不為所動。齊姜和狐偃就把重耳灌醉，把他載在車上離開齊國。重耳醒後，要與狐偃決裂，但最終冷靜了下來。
周襄王十六年（魯僖公二四年，秦穆公二四年，前636年）春二月（夏曆十二月），在秦穆公的幫助下，重耳繼承晉國君位，即晉文公。

## 評價
- 《列女傳·晉文齊姜》：「頌曰：齊姜公正，言行不怠，勸勉晉文，反國無疑，公子不聽，姜與犯謀，醉而載之，卒成霸基。」